# Danilo Riethmüller
Danilo Riethmüller, né le 13 novembre 1999 à Blankenburg, est un biathlète allemand.

## Biographie
Lors de la saison 2023-2024, il remporte sa première victoire sur le circuit de l'IBU Cup le 12 janvier 2024 sur la Mass-Start 60 à Ridnaun-Val Ridanna.
Lors de la saison 2024-2025, il monte sur son premier podium individuel en Coupe du monde en terminant deuxième de la mass start au Grand-Bornand.

## Palmarès

### Championnats du monde
| Édition \ Épreuve | Individuel | Sprint | Poursuite | Mass start | Relais                    | Relais mixte | Relais mixte simple |
| ----------------- | ---------- | ------ | --------- | ---------- | ------------------------- | ------------ | ------------------- |
| Lenzerheide 2025  | 22e        | 40e    | 50e       | —          | Médaille de bronze, monde | —            | —                   |

Légende :
- — : non disputée par Danilo Riethmüller

### Coupe du monde
- Meilleur classement général : 26e en 2025.
- 1 podium individuel : 1 deuxième place.
- 2 podiums en relais : 2 troisièmes places.

 Dernière mise à jour le 23 mars 2025.

#### Résultats détaillés en Coupe du monde
| 2023-2024 |        |        |       |        |    |        |       |       |        |        |        |        |       |        | .      | .      | .  | .  |    |    |        |        |       |        |        | 37e |
| 2023-2024 | IN     | SP     | PU    | SP     | PU | SP     | PU    | MS    | SP     | PU     | SP     | PU     | SI 7e | MS 24e | SP     | PU     | IN | MS | IN | MS | SP 23e | PU 16e | SP 9e | PU 23e | MS 26e | 37e |
| 2024-2025 |        |        |       |        |    |        |       |       |        |        |        |        |       |        | .      | .      | .  | .  |    |    |        |        |       |        |        | 26e |
| 2024-2025 | SI 30e | SP 21e | MS 4e | SP 73e | PU | SP 29e | PU 7e | MS 2e | SP 31e | PU 25e | IN 78e | MS 28e | SP    | PU     | SP 40e | PU 50e | IN | MS | SP | PU | IN     | MS     | SP    | PU     | MS     | 26e |

### IBU Cup
- 5 podiums individuels, dont une victoire.

Mis à jour le 10 mars 2024.

#### Podiums individuels en IBU Cup
| Podiums individuels en IBU Cup | Podiums individuels en IBU Cup | Podiums individuels en IBU Cup | Podiums individuels en IBU Cup | Podiums individuels en IBU Cup | Podiums individuels en IBU Cup |
| n°                             | Saison                         | Date                           | Lieu                           | Épreuve                        | Résultat                       |
| ------------------------------ | ------------------------------ | ------------------------------ | ------------------------------ | ------------------------------ | ------------------------------ |
| 1                              | 2018-2019                      | 16-03-2019                     | Martell-Val Martello           | Sprint 10 km                   | Médaille de bronze             |
| 2                              | 2023-2024                      | 06-01-2024                     | Martell-Val Martello           | Sprint 10 km                   | Médaille de bronze             |
| 4                              | 2023-2024                      | 07-01-2024                     | Martell-Val Martello           | Poursuite 12,5 km              | Médaille de bronze             |
| 4                              | 2023-2024                      | 10-01-2024                     | Ridnaun-Val Ridanna            | Sprint 10 km                   | Médaille de bronze             |
| 5                              | 2023-2024                      | 12-01-2024                     | Ridnaun-Val Ridanna            | Mass-Start 60 15 km            | Médaille d'or                  |

### Championnats d'Europe
| Édition / Épreuve   | Individuel | Sprint | Poursuite | Relais mixte | Relais mixte simple |
| ------------------- | ---------- | ------ | --------- | ------------ | ------------------- |
| Minsk 2019          | 21e        | 35e    | 32e       | —            | —                   |
| Minsk 2020          | —          | 39e    | 49e       | —            | —                   |
| Duszniki-Zdrój 2021 | 22e        | 12e    | 48e       | —            | —                   |

Légende:
- —: non disputée par Danilo Riethmüller

### Championnats du monde jeunes et juniors
| Mondiaux / Épreuve  | Cat.    | Individuel                 | Sprint | Poursuite             | Relais                    |
| 2018 Otepää         | Jeunes  | 4e                         | 9e     | 9e                    | 6e                        |
| 2019 Brezno-Osrblie | Juniors | Médaille de bronze, Europe | 11e    | 7e                    | Médaille d'argent, Europe |
| 2020 Lenzerheide    | Juniors | 14e                        | 7e     | Médaille d'or, Europe | Médaille d'argent, Europe |
| 2021 Obertilliach   | Juniors | 15e                        | 19e    | 9e                    | 5e                        |

Légende :
- : première place, médaille d'or
- : deuxième place, médaille d'argent
- : troisième place, médaille de bronze
- — : non disputée par Danilo Riethmüller